# Pablo Sanz Iniesta
Pablo Sanz Iniesta   (Barcelona, 30 d'agost de 1973) és un futbolista català, que ocupa la posició de defensa.

## Biografia
Sorgit del planter del FC Barcelona, arriba a ser titular amb el Barça B a Segona Divisió entre 1995 i 1997. Abans havia estat cedit al Nàstic de Tarragona. Sense debutar amb el primer conjunt blaugrana, el barceloní fitxa el 1997 pel Rayo Vallecano.
A l'equip madrileny, Pablo Sanz es converteix en una de les peces clau que van possibilitar l'ascens a primera divisió el 1999. Però, en el període dels rayistes a la màxima categoria, va passar a ser suplent, no tornant a recuperar la titularitat fins a la temporada 03/04, amb el Rayo Vallecano de nou a Segona. En total, entre 1997 i 2004, el defensa va jugar 168 partits amb els frangirrojos.
Després de militar la 04/05 a les files del CD Numancia, a l'estiu del 2005 s'incorpora al CE Sabadell, de Segona Divisió B.